# وزیر فرهنگ (ایران)
وزارت فرهنگ نام وزارتخانه‌ای در ایران بود که پس از تفکیک از وزارت معارف، اوقاف و صنایع مستظرفه در سال ۱۳۲۴ ایجاد شد. در آذر ۱۳۴۳ این وزارتخانه به دو نهاد مستقل تقسیم شد: یکی «وزارت فرهنگ و هنر» و دیگری «وزارت آموزش و پرورش». نام «آموزش و پرورش» نخستین بار به پیشنهاد محمد دکتر جهانشاهی وزیر وقت فرهنگ در دهه ۱۳۴۰ انتخاب شد.

## فهرست وزرای آموزش و پرورش در دوران پهلوی
پس از تأسیس وزارت آموزش و پرورش در آذر ۱۳۴۳، وزرای زیر تا انقلاب ۱۳۵۷ تصدی این وزارتخانه را بر عهده داشتند:
| ردیف | نام وزیر                | آغاز تصدی       | پایان تصدی      | نخست‌وزیر مربوط                 |
| ---- | ----------------------- | --------------- | --------------- | ------------------------------ |
| ۱    | هادی هدایتی             | ۱۵ آذر ۱۳۴۳     | ۶ شهریور ۱۳۴۷   | امیرعباس هویدا                 |
| ۲    | فرخ‌رو پارسای            | ۶ شهریور ۱۳۴۷   | ۷ اردیبهشت ۱۳۵۳ | امیرعباس هویدا                 |
| ۳    | احمد هوشنگ شریفی        | ۷ اردیبهشت ۱۳۵۳ | ۱۳ آبان ۱۳۵۵    | امیرعباس هویدا                 |
| ۴    | منوچهر گنجی             | ۱۳ آبان ۱۳۵۵    | ۱۴ آبان ۱۳۵۷    | جمشید آموزگار / جعفر شریف‌امامی |
| -    | کمال حبیب‌اللهی (سرپرست) | ۱۵ آبان ۱۳۵۷    | آبان ۱۳۵۷       | غلامرضا ازهاری                 |
| ۵    | محمدرضا عاملی تهرانی    | آبان ۱۳۵۷       | ۱۶ دی ۱۳۵۷      | غلامرضا ازهاری / شاپور بختیار  |
| ۶    | محمدامین ریاحی          | ۱۶ دی ۱۳۵۷      | ۲۲ بهمن ۱۳۵۷    | شاپور بختیار                   |

## وزیر برجسته: فرخ‌رو پارسای
یکی از شاخص‌ترین وزرای آموزش و پرورش در دوران پهلوی، فرخ‌رو پارسا بود که نخستین وزیر زن ایران محسوب می‌شود. او از شهریور ۱۳۴۷ تا اردیبهشت ۱۳۵۳ در این سمت حضور داشت و در تاریخ سیاسی ایران نقش نمادین ایفا کرد وی پس از انقلاب اسلامی ایران دستگیر و اعدام شد.